# Soukhona
La Soukhona (en russe : Сухона) est une rivière de Russie d'Europe et un affluent de la Dvina septentrionale. 

## Géographie

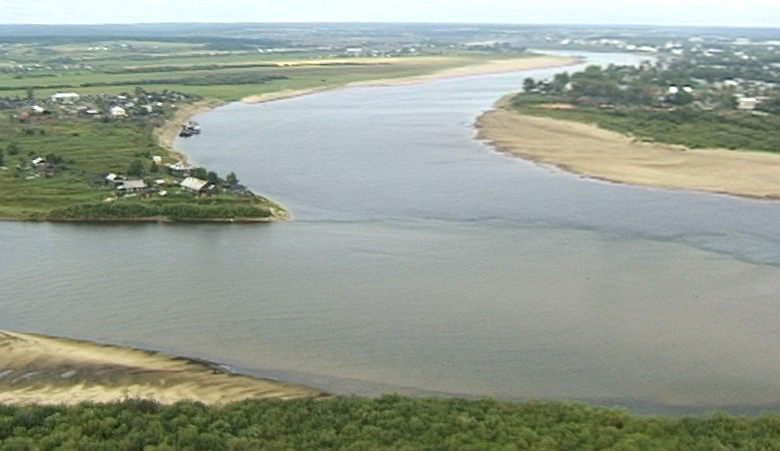
La Dvina septentrionale résulte de la confluence du Ioug (à gauche) et de la Soukhona (en haut) non loin de Veliki Oustioug (2001).

La Soukhona, est un émissaire du lac Koubenskoïe, dans l'oblast de Vologda. Après un cours de 558 km, elle joint ses eaux à la rivière Ioug pour former la Dvina septentrionale. Elle draine un bassin de 50 300 km2. Le débit moyen de la Soukhona est de 456 m3/s à 39 km de son point de confluence avec la rivière Ioug.
La Soukhona est gelée de fin octobre-début novembre jusqu'à fin avril-début mai. 
Elle arrose entre autres les villes de Sokol et Totma.

## Hydrologie
Son régime hydrologique est nivo-pluvial.

### Les débits mensuels à Kalikino
Le débit de la Soukhona a été observé pendant 74 ans (1915-1988) à Kalikino, localité située à proximité du confluent de la rivière avec le Ioug, et donc de la naissance de la Dvina septentrionale. 
À Kalikino, le débit annuel moyen ou module observé sur cette période a été de 443 m3/s pour une surface prise en compte de 49 200 km2, soit plus ou moins 98 % de la totalité du bassin versant.
La lame d'eau écoulée dans le bassin versant de la rivière atteint ainsi le chiffre de 284 millimètres par an, ce qui peut être considéré comme assez élevé.
La Soukhona est un cours d'eau abondant mais très irrégulier. Il présente deux périodes de crues : les grandes crues de printemps et les petites crues d'automne.  
Les grandes crues se déroulent en avril, mai (moyenne mensuelle de 1 561 m3/s) et juin. Dès la seconde moitié du mois de juin, le débit du fleuve baisse fortement jusqu'à un premier étiage, en été au mois d'août (283 m3/s). En septembre le débit remonte à nouveau sous l'effet des précipitations automnales ce qui mène à un petit sommet en octobre. C'est la petite crue, bien moindre que celle de printemps (386 m3/s en octobre). Puis survient le long étiage d'hiver qui a lieu de décembre à mars inclus.
Le débit moyen mensuel observé en mars (minimum d'étiage) atteint 68,7 m3/s, soit seulement 4 % du débit moyen du mois de mai (1 561 m3/s), ce qui illustre la très forte amplitude des variations saisonnières. Sur la période d'observation de 74 ans, le débit mensuel minimal a été de 21,6 m3/s (février et mars 1950), tandis que le débit mensuel maximal s'est élevé à 3 470 m3/s (mai 1961).

## Aménagements et écologie

### Source
- Grande Encyclopédie soviétique